# Clasificación para la Copa Africana de Naciones de 1970
La clasificación para la Copa Africana de Naciones de 1970 se realizó para conocer que seis selecciones acompañarían a Sudán, los locales y a Congo Kinshasa campeones de 1968, en la edición de 1970 del torneo entre selecciones más importante de África. El sistema utilizado fue el de eliminación directa en dos rondas.

## Ronda Preliminar
| Argelia    | vs | Marruecos | Egipto   | vs | Somalia      |
| Guinea     | vs | Togo      | Kenia    | vs | Tanzania     |
| Alto Volta | vs | Malí      | Mauricio | vs | Zambia       |
| Níger      | vs | Nigeria   | Senegal  | vs | Sierra Leona |
| Camerún    | vs | Uganda    |          |    |              |

| Fecha                   | País                   | Ciudad       | Partido      | Partido | Partido | Partido | Partido      |
| ----------------------- | ---------------------- | ------------ | ------------ | ------- | ------- | ------- | ------------ |
| 9 de marzo de 1969      | Argelia                | Argel        | Argelia      |         | 2:0     |         | Marruecos    |
| 22 de marzo de 1969     | Marruecos              | Agadir       | Marruecos    |         | 1:0     |         | Argelia      |
|                         | Argelia pasó de ronda  |              |              |         |         |         |              |
|                         | -                      |              | Egipto       |         | w/o     |         | Somalia      |
|                         | -                      |              | Somalia      |         | o/w     |         | Egipto       |
|                         | Egipto pasó de ronda   |              |              |         |         |         |              |
| 10 de agosto de 1969    | Guinea                 | Conakry      | Guinea       |         | 4:0     |         | Togo         |
| 24 de agosto de 1969    | Togo                   | Lome         | Togo         |         | 1:1     |         | Guinea       |
|                         | Guinea pasó de ronda   |              |              |         |         |         |              |
| 16 de febrero de 1969   | Kenia                  | Nairobi      | Kenia        |         | 0:1     |         | Tanzania     |
| 1 de marzo de 1969      | Tanzania               | Dar es Salam | Tanzania     |         | 1:1     |         | Kenia        |
|                         | Tanzania pasó de ronda |              |              |         |         |         |              |
|                         | -                      |              | Malí         |         | w/o     |         | Alto Volta   |
|                         | -                      |              | Alto Volta   |         | o/w     |         | Malí         |
|                         | Malí pasó de ronda     |              |              |         |         |         |              |
| 17 de noviembre de 1968 | Zambia                 | Lusaka       | Zambia       |         | 2:2     |         | Mauricio     |
| 8 de diciembre de 1968  | Mauricio               | Curepipe     | Mauricio     |         | 2:3     |         | Zambia       |
|                         | Zambia pasó de ronda   |              |              |         |         |         |              |
|                         | -                      |              | Níger        |         | w/o     |         | Nigeria      |
|                         | -                      |              | Nigeria      |         | o/w     |         | Níger        |
|                         | Níger pasó de ronda    |              |              |         |         |         |              |
|                         | -                      |              | Senegal      |         | w/o     |         | Sierra Leona |
|                         | -                      |              | Sierra Leona |         | o/w     |         | Senegal      |
|                         | Senegal pasó de ronda  |              |              |         |         |         |              |
| 2 de febrero de 1969    | Uganda                 | Kampala      | Uganda       |         | 2:1     |         | Camerún      |
| 2 de marzo de 1969      | Camerún                | Yaundé       | Camerún      |         | 2:0     |         | Uganda       |
|                         | Camerún pasó de ronda  |              |              |         |         |         |              |

## Ronda final
| Argelia  | vs | República Árabe Unida | Guinea | vs | Senegal         |
| Tanzania | vs | Etiopía               | Malí   | vs | Costa de Marfil |
| Zambia   | vs | Camerún               | Níger  | vs | Ghana           |

| Fecha                    | País                  | Ciudad       | Partido               | Partido | Partido | Partido | Partido               |
| ------------------------ | --------------------- | ------------ | --------------------- | ------- | ------- | ------- | --------------------- |
| 19 de septiembre de 1969 | República Árabe Unida | El Cairo     | República Árabe Unida |         | 1:0     |         | Argelia               |
| 28 de septiembre de 1969 | Argelia               | Argel        | Argelia               |         | 1:1     |         | República Árabe Unida |
| 12 de octubre de 1969    | Guinea                | Conakri      | Guinea                |         | 4:3     |         | Senegal               |
| 26 de octubre de 1969    | Senegal               | Dakar        | Senegal               |         | 1:1     |         | Guinea                |
| 25 de mayo de 1969       | Etiopía               | Adís Abeba   | Etiopía               |         | 7:0     |         | Tanzania              |
| 31 de mayo de 1969       | Tanzania              | Dar es-Salam | Tanzania              |         | 1:2     |         | Etiopía               |
| 10 de octubre de 1969    | Malí                  | Bamako       | Malí                  |         | 0:0     |         | Costa de Marfil       |
| 26 de octubre de 1969    | Costa de Marfil       | Abiyán       | Costa de Marfil       |         | 4:0     |         | Malí                  |
| 29 de junio de 1969      | Zambia                | Ndola        | Zambia                |         | 2:2     |         | Camerún               |
| 3 de agosto de 1969      | Camerún               | Yaundé       | Camerún               |         | 2:1     |         | Zambia                |
| 17 de agosto de 1969     | Ghana                 | Acra         | Ghana                 |         | 6:0     |         | Níger                 |
| 21 de septiembre de 1969 | Níger                 | Niamey       | Níger                 |         | 1:9     |         | Ghana                 |

## Clasificados
| Egipto                | Guinea | Etiopía | Costa de Marfil |
| República Árabe Unida | Guinea | Etiopía | Costa de Marfil |
| --------------------- | ------ | ------- | --------------- |

| Camerún | Ghana | Sudán | Congo Kinshasa |
| Camerún | Ghana | Sudán | Congo Kinshasa |
| ------- | ----- | ----- | -------------- |